# Heaven Forbid
Heaven Forbid je třinácté studiové album americké hardrockové kapely Blue Öyster Cult. Vydáno bylo v březnu roku 1998 společností CMC International. Spolu se dvěma členy kapely, Buckem Dharmou a Ericem Bloomem, jej produkoval Steve Schenck.

## Seznam skladeb
1. See You in Black (Eric Bloom, Buck Dharma, John Shirley) – 3:17
2. Harvest Moon (Roeser) – 4:55
3. Power Underneath Despair (Bloom, Roeser, Shirley) – 3:30
4. X-Ray Eyes (Roeser, Shirley) – 3:48
5. Hammer Back (Bloom, Roeser, Shirley) – 3:35
6. Damaged (Roeser, Shirley) – 4:22
7. Cold Gray Light of Dawn (Bloom, Roeser, Shirley) – 3:51
8. Real World (Roeser, Shirley) – 5:08
9. Live for Me (Roeser, Shirley) – 5:19
10. Still Burnin' (Roeser, Jon Rogers) – 3:39
11. In Thee (koncertní nahrávka; Allen Lanier) – 3:40

## Obsazení
- Eric Bloom – kytara, klácesy, zpěv
- Donald „Buck Dharma“ Roeser – kytara, klávesy, zpěv
- Allen Lanier – kytara, klávesy
- Danny Miranda – baskytara, doprovodné vokály
- Jon Rogers – baskytara, doprovodné vokály
- Bobby Rondinelli – bicí
- Chuck Burgi – bicí, doprovodné vokály
- George Cintron – doprovodné vokály
- Tony Perrino – klávesy